# Wie es leuchtet
Wie es leuchtet ist ein Roman vom Thomas Brussig aus dem Jahr 2004.
Er spielt in der Zeit von August 1989 bis zur Wiedervereinigung 1990. Die Geschichten der einzelnen Protagonisten zeichnen diese Zeit aus unterschiedlichen Blickwinkeln nach. Die einzelnen Handlungsstränge werden separat entwickelt und treffen sich, mosaikartig zusammengesetzt, von Zeit zu Zeit, so dass eine Momentaufnahme der deutsch-deutschen Wendegesellschaft entsteht. Brussig mischt dabei Fiktion mit tatsächlichen Geschehnissen und Personen und lässt so ein wesentliches Stück deutsch-deutsche Geschichte lebendig werden.

## Handlung
Im August 1989, als immer mehr Menschen die DDR verlassen, braut sich was zusammen. Es kann nicht so bleiben, wie es ist. Das merken der Staatsanwalt, der Volkspolizist, der Direktor des Palasthotels, der Chef von Sachsenring aber auch die Physiotherapeutin, der Fotograf, der Sekretär einer Rechtsanwaltskanzlei, der Hotelportier und viele andere.
Lena, die rollschuhfahrende Physiotherapeutin aus Karl-Marx-Stadt, spürt im August ’89, dass sich nur was ändert, wenn alle was Ungewöhnliches tun. Sie fährt deshalb in ihrem weißen Kittel auf Rollschuhen durch Karl-Marx-Stadt.
Ich mache einfach etwas, was normalerweise keiner macht. Und wenn noch mehr machen, was keiner macht, wenn alle machen, was neu ist, dann bleibt vielleicht bald nichts mehr beim alten.
Sie wird durch einen von ihr getexteten, den Zeitgeist treffenden Hit zur Symbolfigur der Demonstrationen.
Lenas großer Bruder ist gar nicht ihr großer Bruder, sondern ein Junge aus ihrer Nachbarschaft. Er fotografiert leidenschaftlich mit seiner unscheinbaren Leica. Er hat eine Technik entwickelt, die ihn dicht an die Personen, die er fotografieren möchte, herankommen lässt, ohne aufdringlich zu wirken. Er hat ein Gefühl für den richtigen Augenblick und drückt immer mit geschlossenen Augen ab.
Vielleicht, weil das Wichtige immer dann passiert, wenn wir die Augen zu haben.
Waldemar Bude ist Hotelportier polnischer Herkunft im Palasthotel. Er ist im Alter von 12 Jahren in die DDR gekommen und kann weder richtig Deutsch noch Polnisch. Seine Worte und Wendungen sind ungenau und verschwommen. Trotzdem schreibt er ein Buch über einen Stabhochspringer und möchte dieses am Tag, an dem die Zensur abgeschafft wird, veröffentlichen. Sein Buch ist wegen seiner merkwürdig verschwommenen Sprache im Aufbau-Verlag, bei dem er das Manuskript einreicht, bereits ein Geheimtipp und scheint ein Erfolg zu werden. Er erfindet neue Wörter und stellt Fragen, die sich sonst keiner stellt.
Zum Beispiel, wieso sich der Wecker durchsetzen konnte. Jeder haßt dieses Ding, und trotzdem hat ihn jeder. Wie kam es, daß der Großteil der Menschheit jeden Tag mit Widerwillen beginnt? Wie kann sich etwas durchsetzen, was keiner will?
Der Wilde Willi, ein verwegener Rettungswagenfahrer, ist in Lena verknallt. Unaufgefordert zeigt er allen Leuten seine große Zunge, um zu erklären, dass er nicht betrunken ist, sondern nur wegen seiner großen Zunge so lallt. Sein Fahrstil bringt ihm in der Klinik die Bemerkung ein, dass er wohl der erste Rettungswagenfahrer sei, der im Rettungswagen sterben werde.
Daniel Detjen ist Sekretär in der Rechtsanwaltskanzlei von Gisela Blank. Er kennt eine Unmenge von Leuten und ist Teil der Intellektuellenszene. Als Pfarrersohn konnte er kein Abitur machen und sucht sich seine Nische, in der er sich trotzdem entwickeln kann. Er benennt sich nach der Wende wieder gemäß seinen hugenottischen Vorfahren in Detienne zurück, da er so „im Westen einfach mehr hermacht“. Dies ist eine Anspielung auf die Hauptfigur Achim Detjen in der DDR-Serie Das unsichtbare Visier (ein "Kundschafter des Friedens" für das MfS).
Die attraktive Rechtsanwältin Gisela Blank verteidigt vor allem prominente Fälle und hat einen guten Draht „nach oben“. Sie hat sich aus Karrieregründen mit der Stasi eingelassen, wird dort unter dem Decknamen „Notar“ geführt und steigt nach der Wende zum Hoffnungsträger der PDS auf. Sie hofft, mit dem Verbrennen ihrer Akte im Beisein ihres Führungsoffiziers ungeschoren davonzukommen. Die Figur der Gisela Blank weist Parallelen zur Biografie von Gregor Gysi auf. Auf diese Parallelen spielt der Roman unter anderem mit dem Decknamen „Notar“, der mit Gysi (nicht nachgewiesen) in Verbindung gebracht wird, und der Verkürzung von Gisela Blanks Namen zu „Gisi“ an.
Einst hat sie auch den Bürgerrechtler Jürgen Warthe verteidigt, der während der Wende in die Politik gegangen ist, an den Rundtischgesprächen teilnahm und in der neugewählten Volkskammer sitzt. Durch seine Haftzeit verbittert und im Bestreben nun Anerkennung und Geltung zu finden, verliert er den Boden unter den Füßen. Er findet seine Lebenslust und Unbefangenheit erst (inzwischen todkrank) am Strand in Thailand wieder.
Helfried Schreiter, Chef von Sachsenring, verliert während des Ungarn-Urlaubs im Sommer 89 seine Tochter Carola Schreiter. Sie brennt gemeinsam mit ihrer Urlaubsbekanntschaft Thilo aus dem Rheinland in Richtung Westen durch. Helfried Schreiter merkt, wenn schon seine Tochter „rübermacht“, muss sich was ändern.
Seine Frau schreibt einen Brief an den Innenminister, um zu verhindern, dass ihr Sohn, der gerade seinen Wehrdienst bei der Bereitschaftspolizei versieht, gegen Demonstranten eingesetzt wird.
Sie hatte alles. Ihr fehlte nichts. Aber als sie die Welt mit den Augen ihrer Kinder sah, fand sie, so kann es nicht mehr weitergehen.
Der Direktor des Palasthotels Alfred Bunzuweit und seine Angestellte Judith Sporz Leiterin des Intershops erleben in ihrem Hotel wie sich ihre Welt verändert. Gestern noch Devisenbringer für den Arbeiter-und-Bauern-Staat, heute schon knallharter kapitalistischer Wirtschaftsbetrieb. Bunzuweits Bekannter Valentin Eich oberster Devisenbeschaffer des Landes, kommt regelmäßig auf eine von Bunzuweit selbst gebratene Riesenportion Kartoffelpuffer vorbei. Dieses Ritual mit abschließendem Kräuterschnaps und Bier für 1,28 Mark hat zwischen beiden Vertrautheit geschaffen. Trotzdem ist sich Bunzuweit nicht sicher, ob Eich nun eigentlich sein Freund ist. Die Figur Valentin Eichs weist Parallelen zur Biografie von Alexander Schalck-Golodkowski auf.
Staatsanwalt Matthias Lange hat nach einer Reihe von Dienstjahren nun plötzlich komplizierte Fälle zu lösen. Da gibt es Demonstranten, die Polizisten wegen Übergriffen anzeigen wollen. Seine Frau Verena Lange arbeitet in der Nationalgalerie und erlebt eines Tages, wie sich eine Blinde ihrer Führung anschließt und den Sehenden die Gemälde von Max Liebermann erklären will. Es handelt sich bei der blinden Frau um Sabine Busse, die später von Leo Lattke für sein Nachrichtenmagazin porträtiert wird.
Oberleutnant Lutz Neustein wurde während einer Demonstration Zeuge von Übergriffen gegen Demonstranten und muss erleben, wie er während des Einsatzes selbst zum Gewalttäter gegen eine am Boden liegende Frau wird. Vor dem von Jürgen Warthe geleiteten Untersuchungsausschuss muss er nun Rede und Antwort stehen. Da er sich sicher ist, dass ihm nichts bewiesen werden kann und seine „Genossen“ dichthalten werden, streitet er alles ab.
Werner Schniedel, ein 19-jähriger Albino aus Niedersachsen, ist Namensvetter des Vorstandsvorsitzenden von VW und gibt sich nach mehreren unbeabsichtigten Verwechslungen schließlich als dessen Sohn aus. Nach etlichen Hotelaufenthalten fliegt seine Hochstapelei im Westen auf und er entschließt sich, nach Ostberlin zu fahren, wo gerade die Mauer gefallen ist. Er kommt im Palasthotel bei Alfred Bunzuweit unter. Der verschafft ihm den Kontakt zu Helfried Schreiter, den er in Zwickau im Sachsenring-Werk als „Sonderbevollmächtigter eines Weltkonzerns“ besucht. Werner Schniedel trifft dort die gerade aus dem Büro der Betriebsparteileitung entlassene Sekretärin Kathleen Bräunlich und entschließt sich, die weder hübsche noch besonders gescheite Kathleen als seine Sekretärin mit nach Berlin zu nehmen.
Leo Lattke, der Starreporter eines Hamburger Nachrichtenmagazins, wird nach Ostberlin beordert und erlebt dort zur Wendezeit eine Schreibblockade. Der Zyniker schreckt nicht davor zurück, „seinen“ Fotografen, Lenas großen Bruder, bei einer Weihnachtsfeier in Hamburg als Ostdeutschen bloßzustellen, der nicht weiß, was ein Anrufbeantworter ist.
Er schreibt in seiner fast ein Jahr dauernden Ostberliner Zeit nur zwei Geschichten: Die Geschichte über sieben „unvollendete“ Transsexuelle, die aufgrund der Flucht des behandelnden Arztes in den Westen ihre Umwandlung nicht vollenden konnten, schreibt er in einem behutsamen, für ihn untypischen Stil, was auch an den Bildern von Lenas großem Bruder liegt. Den Artikel über eine von Geburt an Blinde, die nach einer spektakulären Operation sehen kann und trotzdem nicht glücklich wird, weil sie das „Sehen“ nicht mehr lernen kann, und in der Grauzone zwischen blind und sehend stecken bleibt, veröffentlicht sein Magazin aufgrund der pessimistischen, nicht in die euphorische Zeit passenden Stimmung nicht. Lena, die seine Reportage als Gleichnis auf die Begegnung der Ostdeutschen mit Westdeutschland und den Schwebezustand zwischen zwei Welten auf ihre Art versteht, ist es schließlich, die es schafft, seine raue Schale aufzubrechen. Zu seiner Reportage bemerkt sie:
Das Glück schmeckt fad inzwischen. Und wenn man das einem von euch erzählt, das wollen die nicht hören. Immer nur, wie schlimm es damals war und wie phantastisch jetzt. 
 Aber so einfach ist es nicht. Ich werde nie dazugehören, das habe ich noch nie so deutlich sagen können. Erst jetzt durch diese Reportage.
Als Vorlage für die Figur diente Brussig der Journalist Matthias Matussek. Brussig hatte ihn nach dem Mauerfall im Berliner „Palasthotel“ beobachten können, von dem aus Matussek für den „Spiegel“ über die DDR berichtete und in dem Brussig als Portier gearbeitet hatte. Die Beschreibung Lattkes als unangenehmen Kotzbrocken, dessen Gesichtsausdruck „stete Anschnauzbereitschaft“ signalisiert, und der sich als „Gröraz“ aufführt, als „größten Reporter aller Zeiten“, wird von Journalistenkollegen Matusseks für „ziemlich lebensnah“ gehalten.
Der kleine Dichter schließt am Ende, stellvertretend für die DDR-Intellektuellen, mit:
Da bin ich noch, mein Land geht in den Westen

KRIEG DEN HÜTTEN FRIEDE DEN PALÄSTEN.

Ich selber habe ihm den Tritt versetzt.

Es wirft sich weg und seine magre Zierde

Dem Winter folgt der Sommer der Begierde.

Und ich kann bleiben wo der Pfeffer wächst.

Und unverständlich wird mein ganzer Text.

Was ich niemals besaß, wird mir entrissen.

Was ich nicht lebte, werd ich ewig missen.

Die Hoffnung lag im Weg wie eine Falle.

Mein Eigentum, jetzt habt ihrs auf der Kralle.

Wann sag ich wieder mein und meine alle.